# Саксанг
Сакса́нг, реже санса́нг (индон. saksang, sangsang) — блюдо индонезийской кухни, подобие рагу. Традиционное кушанье христианской части батаков, населяющих Северную Суматру. Особо значимую роль играет в кухне батаков-тоба.
Изготовляется из свинины или собачатины, значительно реже — из буйволятины или говядины. В соус обычно добавляется кровь соответствующего животного либо кокосовое молоко, а также большое количество разнообразных специй и пряностей.

## Происхождение и распространение
Северная и западная части Суматры исторически представляют собой важнейший скотоводческий район Малайского архипелага, поэтому мясные блюда традиционно играют важную роль в рационе местного населения. При этом значительная часть крупнейшего народа этого региона — батаков — исповедует христианство (главным образом, протестантизм), что позволяет им употреблять в пищу мясо животных, запретное для большей части индонезийцев, приверженных исламу, в частности, мясо свиней и собак. Свинина издавна является для батаков одним из основных видов мяса. Собачатина же, хоть и используется в местной кулинарии в меньших объёмах, считается особо ценным и полезным лакомством: в соответствии с древними, еще дохристианскими батакскими поверьями,  поедание собачьего мяса укрепляет дух человека, придаёт ему смелость и мужество.

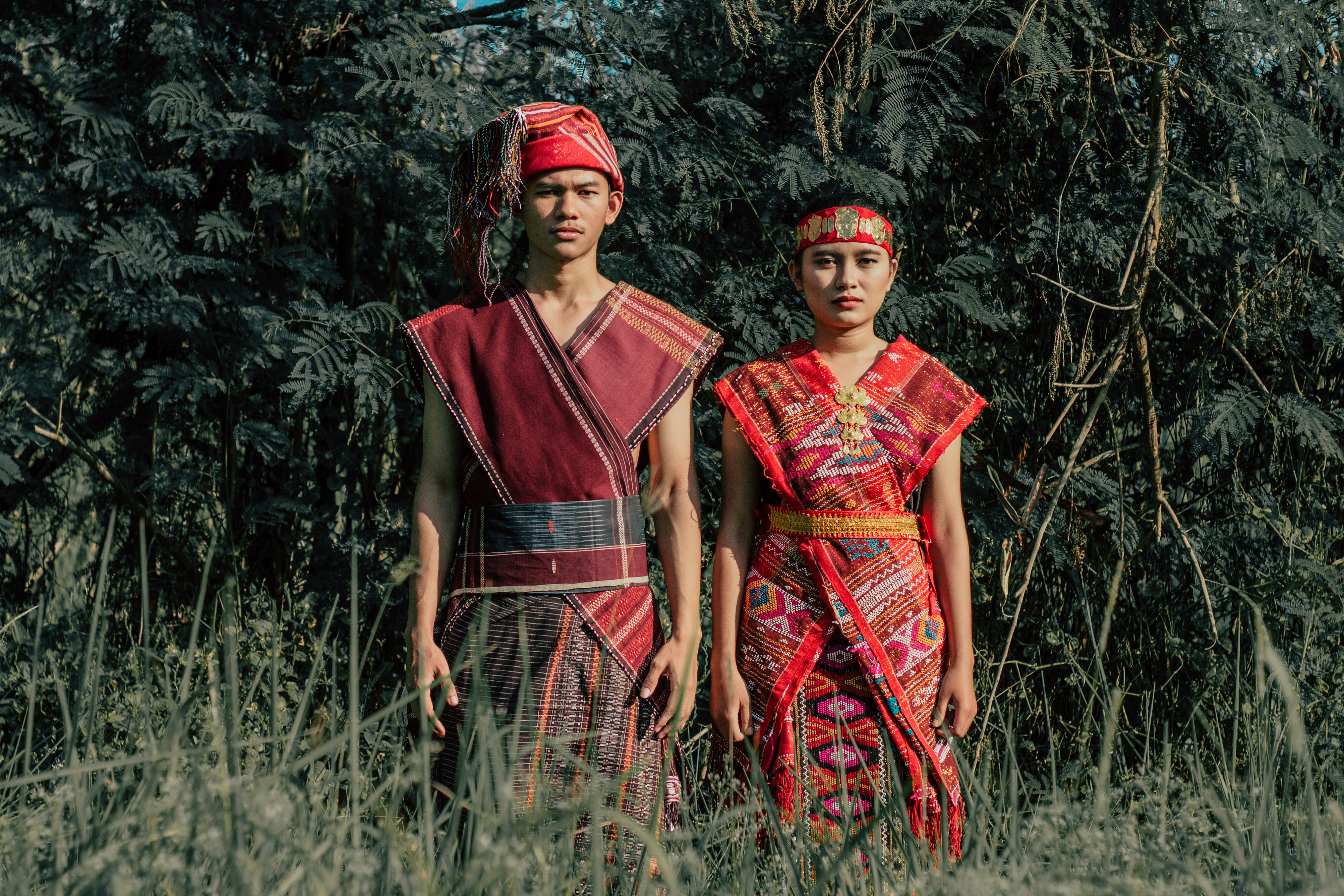
Батаки-тоба в национальных костюмах

Наиболее значимую роль свинина и собачатина играют в кухне батаков-тоба — самой крупной и почти полностью христианской этнической группы батаков, которая населяет территории провинции Северной Суматры между юго-западным берегом озера Тоба и побережьем Индийского океана. Тушение, наряду с жаркой, является в этих краях одним из основных способов приготовления мяса, и саксанг принадлежит к числу главных национальных блюд батаков-тоба. В их среде он является как повседневным, так и праздничным блюдом, и, в частности, непременным атрибутом свадебного застолья. Это кушанье считается одним из кулинарных специалитетов Медана — административного центра провинции, одного из крупнейших городов Индонезии, в котором батаки-тоба составляют весьма значительную часть населения.
Среди других этнических групп батаков — в пределах их христианских общин — саксанг также достаточно популярен, однако он не занимает столь же значительного места в их кухне. Иногда это кушанье готовится и батаками-мусульманами, однако в этих случаях сырьём для него служит какой-то халяльный вид мяса — обычно буйволятина или говядина.
В июле 2020 года серьёзный отклик в индонезийских СМИ получила новость о выпуске одним из крупнейших национальных пищепромышленных концернов ABC полуфабриката — лапши быстрого приготовления с добавлением свиного саксанга. Акцентировалось, что массовый промышленный выпуск такого продукта идёт вразрез с нормами питания мусульман, составляющих абсолютное большинство населения Индонезии. В итоге руководство концерна выступило с официальным опровержением новости, назвав её информационной фальшивкой.

## Приготовление и разновидности

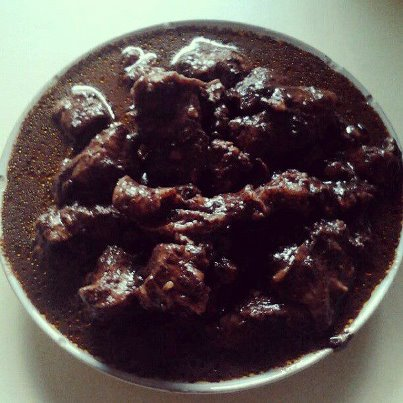
Саксанг из собачатины с кровью

С кулинарной точки зрения саксанг представляет собой вариацию рагу. Мясо для его приготовления нарезается достаточно крупно, кусками размером примерно в половину человеческого уха. Примечательно, что в батакской кухне существует блюдо, отличающееся от саксанга только более мелкой нарезкой мяса — танго-танго. Оно изготовляется из тех же видов мяса с использованием аналогичного набора специй, и внешне больше похоже на гуляш, чем на рагу.
В случае с любым видом мяса, используемым для саксанга, существует два варианта приготовления блюда: с кровью соответствующего животного, либо без неё. Кровь в этих целях используют максимально свежую, добытую непосредственно при убое животного. Вариант саксанга с кровью, считающийся более аутентичным, принято называть сакса́нг-го́та или сакса́нг-марго́та, что на языке батаков-тоба означает «кровавый саксанг». Соответственно, саксанг в соусе на основе одного только кокосового молока, который чаще всего готовится в силу невозможности достать свежую кровь, называется «бескровным» — сакса́нг-насо́-марго́та. Основой соуса для тушения такого саксанга обычно служит кокосовое молоко — цельное либо смешанное с водой.
Приготовление блюда начинается с обжарки мяса в кашеобразной массе измельчённых специй и пряностей, разогретой в растительном масле. Их состав бывает весьма разнообразным. Почти всегда в ход идут чеснок, лук-шалот, перец чили, кориандр, большой калган, челнобородник лимонный и андалиман — специя, изготовляемая из местного растения, близкородственного японскому перцу, которая является излюбленной приправой батакской кухни, служит своего рода её «визитной карточкой».

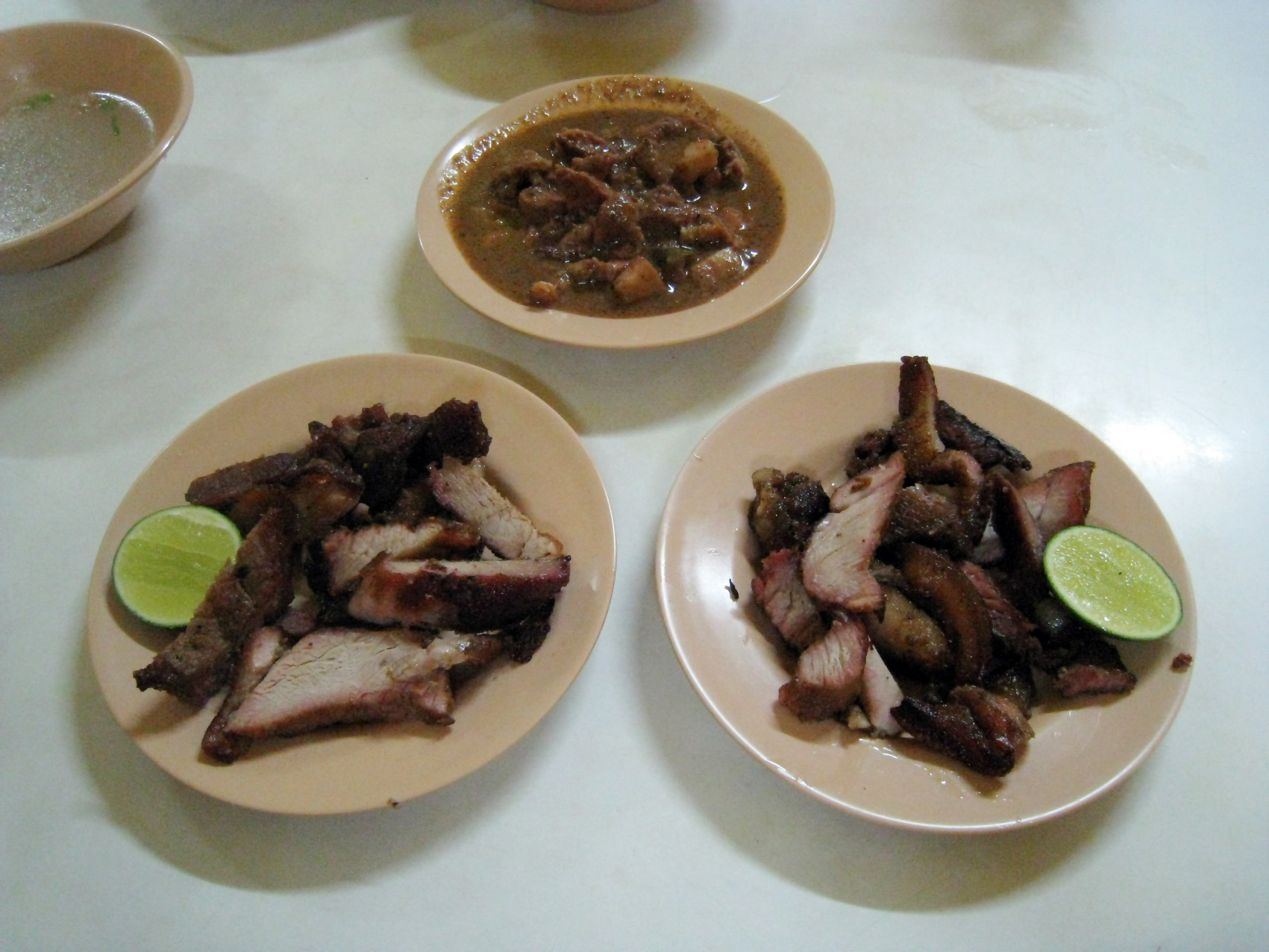
Саксанг, поданный традиционным образом — вместе с жареной свининой

Весьма часто для приготовления соуса используются чёрный перец, куркума длинная, имбирь, листья лайма и сизигиума многоцветкового, а также сок лайма, лимы или некоторых других цитрусов. Иногда добавляются репчатый лук, корица, бадьян,  тамаринд и измельчённая мякоть кокосового ореха.
По ходу обжарки в мясо может понемногу добавляться вода или кокосовое молоко. Если используется кровь, то она заливается в мясо, когда то уже почти доведено до готовности. Объем крови обычно относительно невелик: не более трети от объёма мяса. В кровь, используемую для саксанга принято заранее добавлять немного цитрусового сока — для замедления её свертывания и улучшения вкусовых качеств.
Готовый саксанг представляет собой более или менее густое рагу. Цвет и консистенция соуса в значительной степени зависят от состава и количества использованных специй, а также от наличия крови: она, как правило, делает подливку более тёмной и густой. Кроме того, саксанг из собачатины обычно в любом случае темнее свиного. В некоторых видах блюда — в частности в тех, где используется тёртая мякоть кокосового ореха, впитывающая влагу, соус практически отсутствует.

## Подача
Саксанг представляет собой основное блюдо, которое принято есть горячим — само по себе либо с порцией варёного риса в качестве гарнира. За праздничным столом у батаков-тоба саксанг чаще всего подают в паре с другим традиционным блюдом — свининой, жареной ломтями в масле, и ставят к ним общий гарнир — чашу с рисом. Иногда непосредственно перед употреблением в пищу его вываливают на горку варёного риса и едят вместе с ним наподобие плова.
На Северной Суматре саксанг является весьма популярным блюдом как в домашней кухне, так и в общественном питании. В этой провинции он подаётся не только в традиционных батакских харчевнях, именуемых ла́по (индон. lapo), но и во многих ресторанах современного типа. Это кушанье считается одной из излюбленных закусок к главному алкогольному напитку батаков — пальмовому туаку, поэтому его продают даже в местных питейных заведениях — лапо-туак, где ассортимент съестного весьма ограничен.